# 雄川一郎
雄川 一郎（おがわ いちろう、1920年-1985年2月）は、日本の法学者（行政法）。東京大学名誉教授。

## 略歴
兵庫県生まれ。1943年東京帝国大学法学部卒。東大助教授、1957年教授、1962年「統治行為論」で法学博士の学位を取得。
 1981年定年退官、名誉教授、成蹊大学教授。在職中に逝去。門下に、小早川光郎、宇賀克也・遠藤博也・阿部泰隆などがいる。

## 著書
- 行政の法理 雄川一郎論文集第1巻 有斐閣 1986.1
- 行政争訟の理論 雄川一郎論文集第2巻 有斐閣 1986.1

## 共編
- 行政法演習 田中二郎共編 有斐閣 1963
- 演習行政法 山内一夫共編 良書普及会 1972
- 租税法 田中二郎共編 第一法規出版 1979.10 (租税法基本判例叢書)

## 記念論集
- 行政法の諸問題 雄川一郎先生献呈論集 成田頼明編 有斐閣 1990.4